# Pós-humanismo
O termo pós-humanismo possui várias definições. É usado, de um lado, como uma forma de designar as correntes de pensamento que aspiram a uma superação de humanismo no sentido de ideias e imagens a partir do Renascimento clássico. Este destina-se a atualizar estas concepções ao Século XXI, muitas vezes envolvendo uma suposição das limitações da inteligência humana.
Outro uso do termo pós-humanismo costuma assimilar-se como o destino do transumanismo ao superar as limitações intelectuais e físicas através do controle tecnológico da própria evolução biológica. Fazendo emergir um estado existencial fisicalista no qual domina-se a trascendência natural da humanidade. (ver engenharia genética humana).
Pós-humano é um conceito notavelmente originado nas áreas de conceito de ficção científica, futurologia, arte contemporânea e filosofia. Estas múltiplas origens interagindo entre si têm contribuído para a confusão profunda sobre as semelhanças e diferenças entre o pós-humano de "pós-modernismo" e pós-humano de "transumanismo".
O pós-humanismo e a tecnologia evoluíram de mãos dadas já que atualmente é uma maneira de ter acesso ao conhecimento. Redes sociais, smartphones e etc. são instrumentos que facilitam o nosso acesso ao conhecimento. O conhecimento relativista e quântico têm sido diferentes tipos de conhecimento com o qual nós desenvolvemos a tecnologia, porque eles surgem em si da física moderna.
Assim que o pós-humanismo toma forma na sociedade, suposições sobre o surgimento de um novo protótipo humano abrem um período de reflexão sobre as promessas da tecnologia. A humanidade está no limiar de um novo salto evolutivo da tecnologia, o que tem dado origem a vários cenários de evolução que, por um lado, dão medo, e por outro lado são motivo de esperança. No final, tudo depende do uso que os seres humanos dão à tecnologia.